# Stolzenau
Stolzenau è un comune di 7.472 abitanti della Bassa Sassonia, in Germania.
Appartiene al circondario (Landkreis) di Nienburg (Weser) (targa NI).

## Geografia antropica

### Suddivisioni amministrative
Comprende le frazioni di Anemolter, Diethe, Frestorf, Hibben, Holzhausen, Müsleringen, Nendorf e Schinna.